# Joseph Jules Zerey
Joseph Jules Zerey (Alessandria d'Egitto, 9 giugno 1941) è un arcivescovo cattolico egiziano, appartenente alla Chiesa cattolica greco-melchita.

## Biografia
Nato in Egitto nel 1941, è ordinato sacerdote nel 1967. Inizia a svolgere il suo ministero presso il Collegio Patriarcale al Cairo, e nel 1972 è nominato direttore del Collegio Patriarcale di Heliopolis.
Il 22 giugno 2001 è nominato arcivescovo titolare di Damiata dei Greco-Melchiti e vescovo ausiliare di Antiochia. È consacrato vescovo il 9 novembre 2001 dal patriarca Gregorio III Laham, assistito dai co-consacranti arcivescovi Elias Zoghby e Paul Antaki. Viene subito nominato protosincello per l'Egitto e per il Sudan.
Il 4 giugno 2008 è nominato vicario patriarcale di Gerusalemme per i melchiti. Nell'ottobre 2010 Zerey partecipa in Vaticano al Sinodo dei vescovi per il Medio Oriente, intervenendo sulla necessità di ri-evangelizzare i cristiani che vivono in Terra Santa e annunciando la creazione di un nuovo centro internazionale di spiritualità familiare a Nazareth.
Il 5 febbraio 2018 si ritira dagli incarichi pastorali per raggiunti limiti di età, e il 9 febbraio successivo il Sinodo della Chiesa cattolica greco-melchita nomina suo successore come vicario a Gerusalemme l'arcivescovo Yasser Ayyash.

## Genealogia episcopale
La genealogia episcopale è:
- Vescovo Filoteo di Homs
- Patriarca Eutimio III di Chios
- Patriarca Macario III Zaim
- Vescovo Leonzio di Saidnaia
- Patriarca Atanasio III Dabbas
- Vescovo Néophytos Nasri
- Vescovo Euthyme Fadel (Maalouly)
- Patriarca Kyrillos VII Siage
- Patriarca Agapios III Matar
- Patriarca Maximos III Mazloum
- Patriarca Clemes I Bahous
- Patriarca Gregorios II Youssef-Sayour
- Patriarca Petros IV Geraigiry
- Patriarca Kyrillos IX Moghabghab
- Patriarca Maximos V Hakim
- Patriarca Gregorio III Laham, B.S.
- Arcivescovo Joseph Jules Zerey

## Altre immagini

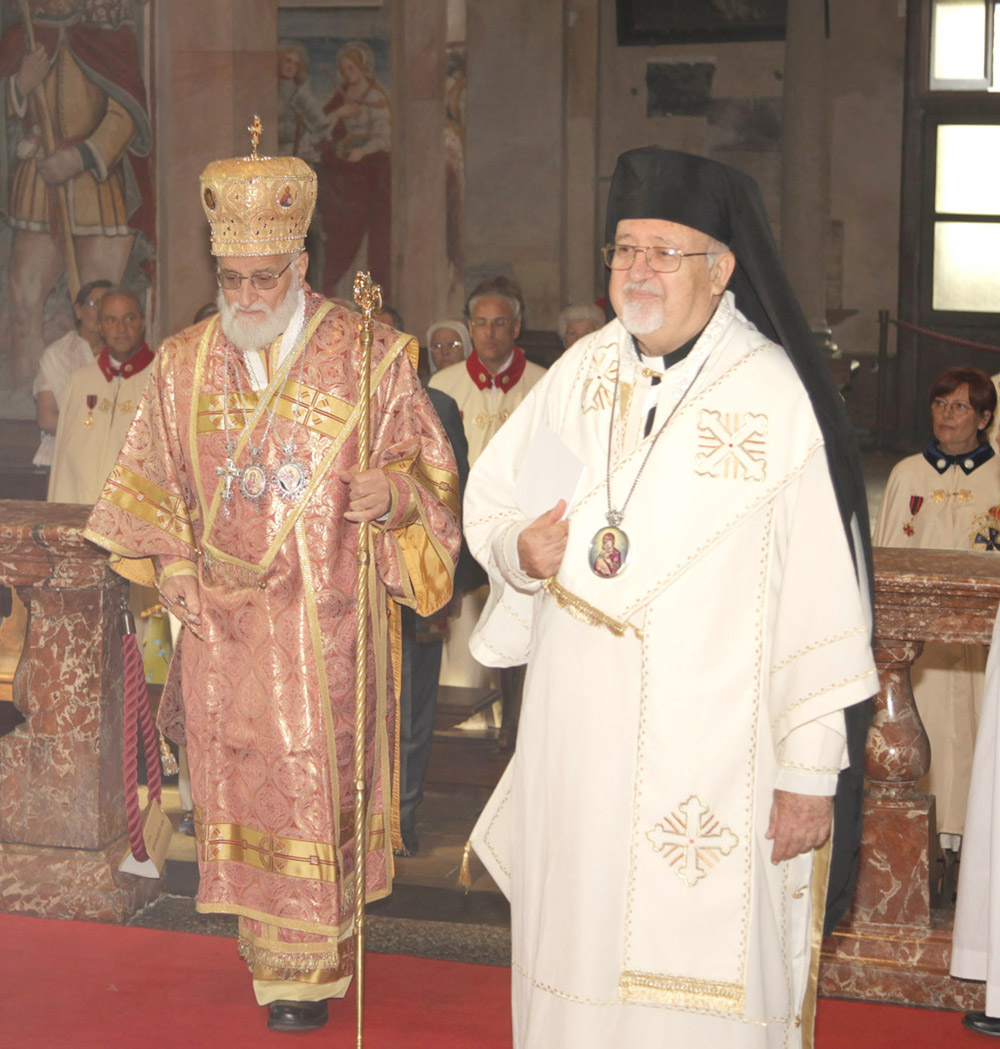
Mons. Zerey, a destra, col patriarca Gregorio III all'Abbazia Mater Ecclesiae.